# Théâtre du Centaure
 (janvier 2012).
Le théâtre du centaure est une troupe théâtrale française fondée en 1989.

## Lieu
Depuis 1995, Marseille est le port d’attache du Théâtre du Centaure. Il est situé à l'extrémité sud de la ville, dans les Hauts de Mazargues, ouvert sur le massif des Calanques et la mer. Il est le lieu de vie et de travail de la compagnie, ainsi que le lieu des répétitions quotidiennes des chevaux et le lieu de fabrique des projets artistiques.

## Démarche
La démarche du Théâtre du Centaure est fondé sur la recherche de l’acteur centaure - un acteur double, mi-homme, mi-cheval dont le langage s’exprime sans frontières, dans l’alliance des domaines du spectacle vivant et de la création graphique et audiovisuelle.
« Les possibilités de combinaisons physiques et métaphoriques des parties animale et humaine de cet acteur offrent un langage extrêmement riche dans le champ sémiologique de la représentation ». La compagnie propose un art qui se crée dans l’alliance des domaines du spectacle vivant et de la création graphique et audiovisuelle.

## Historique de la compagnie
En 1989, Manolo crée la compagnie et écrit les fondements théoriques autour de la relation artistique homme-cheval, créant le concept d'acteur centaure.
En 1992, Camille rejoint Manolo. Ils créent ensemble les premiers laboratoires de recherches pratiques et dorénavant, signent les mises en scènes des spectacles et des films du théâtre du centaure.
En 1995, la compagnie est invitée à s’installer en résidence à Marseille. Pendant les années qui vont suivre, son travail se porte principalement sur l’adaptation de pièces de théâtre du répertoire.
En 1998, après dix ans de vie commune, hommes et chevaux créent ensemble Les Bonnes de Jean Genet avec trois centaures dans un salon Louis XV. Le spectacle sera en tournée aux quatre coins de la France dans de nombreux théâtres et scènes nationales durant trois ans.
2001 marque la construction à Marseille d’un chapiteau théâtre spécialement conçu pour l’acteur centaure, en collaboration avec l’architecte Patrick Bouchain. L'idée de construire un lieu spécifique à la démarche de création de la compagnie s'est imposée en même temps que le travail de réflexion sur le texte de l'adaptation de Macbeth de Shakespeare, sur laquelle elle travaillait alors. La pièce est conçue pour douze acteurs centaures.
De 2002 à 2003, tournée de Macbeth, au Festival In d’Avignon, la Grande Halle de la Villette à Paris, au Festival In d’Aurillac, à Lyon, Marseille, etc.
Par la suite, le travail de la compagnie se porte sur des créations originales, et le travail sur la vidéo d’art vient petit à petit s’associer au jeu des acteurs sur scène.
En 2004, la compagnie entre en résidence de création pour Cargo au Maroc. En 2005  le spectacle est présenté au Printemps des Comédiens à Montpellier, pour trois acteurs centaures, puis part en tournée nationale et internationale : Allemagne, Pays-Bas, Espagne, Autriche, Belgique… jusqu’en 2009.
En 2007, c'est la naissance du projet Flux qui rassemble performances vivantes, films d’art et fragments textuels. La première phase d’écriture débute avec le tournage des films à Terschelling, Berlin,... En 2008 le projet Flux se décline en petites formes in situ dans diverses villes d’Europe. D’autres films se tournent.
2008-2009 : la compagnie est en résidence de création pour la pièce Otto Witte, écrite par le dramaturge Fabrice Melquiot pour un centaure et un musicien. La pièce est créée au Théâtre du Gymnase à Marseille. Création de Flux dans sa version finale, au Fanal, Scène Nationale de Saint-Nazaire. De 2010 à 2011, Otto Witte et Flux sont en tournée.
2011 : le projet TransHumance est sélectionné pour la programmation de Marseille Provence 2013, Capitale européenne de la Culture et en devient le projet phare. Reliant le Maroc, l'Italie et la Provence, après 600 kilomètres de parcours en partenariat avec 7 parcs nationaux et 40 communes et communautés d'agglomération, plusieurs milliers d'animaux sont entrés dans Marseille entraînant avec eux 400 000 personnes pour traverser la deuxième ville de France au rythme des animaux.
En 2015 est créé La 7e Vague pour deux acteurs centaures au 30e Festival international d'Aurillac. Le spectacle est invité à la 1re édition de la Biennale Internationale des Arts du Cirque. Il y sera rejoué en 2017.
En 2016, le Théâtre du Centaure est réimplanté dans les Hauts de Mazargues [2 rue Marguerite-de-Provence], Marseille 9e.
En 2017, Fabrice Melquiot, directeur du théâtre Am Stram Gram à Genève, écrit et met en scène Centaures, quand nous étions enfants, inspiré de l'histoire de Camille et Manolo et de leur rencontre. Le spectacle est en tournée jusqu'en 2020.

## Créations artistiques
Avec ces acteurs hybrides, le Théâtre du Centaure a mis en scène des pièces du répertoire comme Les Bonnes de Jean Genet et Macbeth de Shakespeare, ou encore des textes d’auteurs contemporains comme Otto Witte de Fabrice Melquiot.
Pour Cargo, la compagnie a exploré le langage physique des acteurs centaures en lien avec l’image filmée. Le langage du cinéma s’est alors imposé aux acteurs centaures. Cela a donné naissance à Flux, spectacle déambulatoire alliant performance live et projection de courts-métrages d'art.

### Adaptations de pièces littéraires
- Les Bonnes de Jean Genet (1998)
- Macbeth de Shakespeare (2002)
- Otto Witte de Fabrice Melquiot (2009)

### Créations originales
- Cargo (2005)
- Flux (2009)
- TransHumance (2013) pour Marseille 2013, Capitale Européenne de la Culture
- La 7e Vague (2015)
- Centaures, quand nous étions enfants (2017)
- L'envol (2019)

### Filmographie
Camille & Manolo, directeurs artistiques du Théâtre du Centaure, ont réalisé plusieurs courts-métrages entre 2005 et 2011.
Ces courts-métrages ont été écrits et réalisés durant les tournées du Théâtre du Centaure aux quatre coins de l’Europe.
Ils sont rassemblés sous le titre Flux, tel un carnet de voyage.
- Mer du Nord avec Camille & Graal et Manolo & Darwin & Yudishtira[4].
- Terschelling avec Camille & Graal et Manolo & Darwin[5].
- Odessa avec Camille & Graal et Manolo & Darwin[6].
- Pétrochimie avec Manolo & Yudishtira[7].
- Marseille avec Camille & Graal et Manolo & Yudishtira[8].
- Rotterdam avec Manolo & Yudishtira[9].
- Europe avec Camille & Graal et Camille & Manouchka.
- Istanbul avec Camille & Graal, Manolo & Bhima, Mahir Gunsiray, Selva Erdener.
- Ivresse avec Manolo & Yudishtira.
- Le père avec Jean Noël François & Nuno.

Le projet TransHumance, réalisé pour Marseille 2013, Capitale Européenne de la Culture a donné lieu au film Animaglyphes (2014 - 30 min)

## Distinctions
Le film Marseille, créé dans le cadre du projet « Flux », a reçu, en juin 2008, le Prix spécial du Jury de l’International Adana Golden Boll Film Festival, Turquie, dans la catégorie film expérimental.
Le film Animaglyphes signé de Camille & Manolo a reçu, en décembre 2014, le Prix de la Réalisation à l'Equus Film festival NYC 2014